# Hakensaugwürmer
Die Hakensaugwürmer (Monogenea) sind eine Gruppe vornehmlich ektoparasitischer Plattwürmer. Sie kommen besonders häufig auf Haut, Flossen und Kiemen von Fischen sowie an Amphibien und anderer Wirbeltiere vor, seltener leben sie in nach außen geöffneten Körperhöhlen wie der Mundhöhle, der Harnblase oder im Mastdarm ihrer Wirte. Nur sehr wenige Arten sind echte Endoparasiten und leben beispielsweise in der Leber ihrer Wirte.
Die Gruppe besteht aus etwa 2000 Arten. Mit Oculotrema hippopotami ist nur eine Art bekannt, die Säugetiere befällt; sie lebt in den Augen von Flusspferden.

## Merkmale
Die Monogenea sind in der Regel leicht abgeflacht und besitzen als ausgewachsene Tiere in der Regel einen typischen und auffälligen, sehr muskulösen, Saugnapf, der als Opisthaptor bezeichnet wird. Am Vorderende is zudem ein Prohaptor mit bis zu drei vorderen Saugnäpfen im Bereich der Mundöffnung ausgebildet, der der Ernährung dient. Der Opisthaptor ist arttypisch ausgebildet und an den Wirt angepasst, wobei die Tiere in der Regel auf ein sehr enges Wirtsspektrum, eine einzelne Art oder sogar auf eine spezifische Körperregion der Wirte angepasst und angewiesen sind. Zur weiteren Anheftung können Klebdrüsen existieren, wenn die Wirte eine sehr harte Haut besitzen.
Wie andere Neodermata besitzen auch die Hakensaugwürmer eine charakteristische Neodermis, also eine sekundäre Körperhülle, die die primäre Epidermis ersetzt. Sie besitzt charakteristische Falten und Mikrovilli zur Vergrößerung der Körperoberfläche.

## Lebensweise
Hakensaugwürmer haben einen direkten Lebenszyklus ohne Generationswechsel und nur sehr selten mit Wirtswechsel. Asexuelle Fortpflanzung kommt im Gegensatz zu den Digenea nicht vor. Bei denjenigen Monogenea, die Eier legen, ist ein Larvenstadium namens Oncomiracidium für die Übertragung von Wirt zu Wirt verantwortlich. Die Larven weisen für gewöhnlich Cilien als Bewimperung auf.
Ausgewachsene Hakensaugwürmer fressen Blut, Sekrete und Epithelzellen ihrer Wirte.

## Systematik
Die Monogenea werden gemeinsam mit den Bandwürmern innerhalb der Neodermata zum Taxon der Cercomeromorpha zusammengefasst. Als gemeinsames und damit kennzeichnendes Merkmal (Autapomorphie) besitzen bei beiden Gruppen die Larven eine größere Anzahl typisch geformter Larvalhäkchen (Cercomer) am Hinterleib.
Die Hakensaugwürmer werden in zwei Unterklassen nach der Komplexität der Haptoren eingeteilt: die Monopisthocotylea haben nur einen ungeteilten Opisthaptor, meistens ein bis drei Anheftungsskleriten (Hamuli) und 12 bis 16 Randhaken, während Polyopisthocotylea einen mehrteiligen Opisthaptor besitzen, üblicherweise mit Haken. Polyopisthocotylea sind fast ausnahmslos Kiemenbewohner und ernähren sich von Blut, während Monopisthocotylea in Kiemen, Haut und Flossen vorkommen.
Zu den Monopisthocotylea zählen u. a.:
- Die Gattung Gyrodactylus Nordmann, 1832, die keinen Augenpunkt aufweist und lebendgebärend ist.
- Die Gattung Dactylogyrus Diesing, 1850 hat vier Augenpunkte und legt Eier. Dies ist eine der größten Gattungen der Vielzeller mit mindestens 970 Arten.
- Die Gattung Neobenedenia Yamaguti, 1963. Diese Tiere sind viel größer als die vorher Genannten und leben auf der Haut vieler tropischer Meerestiere. Sie rufen problematische Krankheiten in Aquarien hervor.
- Die Gattung Pseudonitzschia Yamaguti, 1968[3], nicht zu verwechseln mit der Kieselalgen-Gattung Pseudo-nitzschia.

Alle Genannten können Tierseuchen bei Süßwasserfischen hervorrufen, wenn sie sich in einer Aquakultur ausbreiten.
Polyopisthocotylea sind u. a.:
- Die Gattung Diclidophora Kroyer, 1838, die vor allem bei Salzwasserfischen, aber auch bei einigen Süßwasserfischen wie den Stören und den Löffelstören vorkommt.
- Die Gattung Polystoma Zeder, 1800 mit Polystoma integerrimum, einem Parasit in der Harnblase von Fröschen.
- Die Gattung Diplozoon Nordmann, 1832 mit  Diplozoon paradoxum (Doppeltier), ein Ektoparasit auf den Kiemen von Karpfenartigen.

## Belege
1. 1 2 3 4 5  
Willi Xylander: Monogenea. In: W. Westheide, R. Rieger (Hrsg.): Spezielle Zoologie. Teil 1: Einzeller und Wirbellose Tiere. Gustav Fischer Verlag, Stuttgart/Jena 1996, ISBN 3-437-20515-3, S. 243 ff.
2. ↑  
Willi Xylander: Cercomeromorpha. In: W. Westheide, R. Rieger (Hrsg.): Spezielle Zoologie. Teil 1: Einzeller und Wirbellose Tiere. Gustav Fischer Verlag, Stuttgart/Jena 1996, ISBN 3-437-20515-3, S. 243 ff.
3. ↑  
NCBI Taxonomy Browser: Pseudonitzschia Yamaguti, 1965 (genus, flatworms).